# ولاپاهالا
ولاپاهالا (به لاتین: Welapahala) یک منطقهٔ مسکونی در سری‌لانکا است که در استان مرکزی (سری‌لانکا) واقع شده‌است.